# Korolár hrůzostrašné polevy
Korolár hrůzostrašné polevy je pátý díl třetí řady amerického televizního seriálu Teorie velkého třesku. V této epizodě hostují Kevin Sussman, Melissa Rauch, Wil Wheaton, Matt Barr, Ian Scott Rudolph a Owen Thayer. Režisérem epizody je Mark Cendrowski.

## Děj
Howard se připomíná Leonardovi s úmluvou, kterou si stvrdili v minulosti - ten z nich dvou, který má přítelkyni, musí seznámit toho druhého s její kamarádkou. Ačkoliv se Penny nejdříve nechce, přesvědčí ji Leonard, aby Howarda seznámila s její kamarádkou Bernadette (Melissa Rauch). Ačkoliv se zprvu nezdá, že by toho měli alespoň trochu více společného, nakonec najdou společnou řeč díky svým vztahům k vlastním matkám. Mezitím se Sheldon s Rajem účastní turnaje Tajemných válečníků z Ka´a. Sheldon zprvu odmítá, když se ale dozví, že se jej účastní i herec Wil Wheaton, kterého Sheldon dříve obdivoval a on jej "zradil", přihlásí se, aby se mu pomstil.

## Obsazení
| Johnny Galecki    | Leonard Hofstadter      |
| Jim Parsons       | Sheldon Cooper          |
| Kaley Cuoco       | Penny                   |
| Simon Helberg     | Howard Wolowitz         |
| Kunal Nayyar      | Raj Koothrappali        |
| Kevin Sussman     | Stuart Bloom            |
| Melissa Rauch     | Bernadette Rostenkowski |
| Wil Wheaton       | sebe                    |
| Matt Barr         | Mike                    |
| Ian Scott Rudolph | kapitán teplák          |
| Owen Thayer       | Larry                   |